# Tektonika ploča
Tektonika ploča geološka je teorija koja objašnjava pomicanje Zemljine kore velikih razmjera. Teorija uključuje te ujedno i zamjenjuje stariju hipotezu pomicanja kontinenata iz prve polovine 20. st. i koncept širenja morskoga dna razvijen tijekom šezdesetih god. 20. st.
Vanjski se dio Zemlje sastoji od dvaju slojeva: vanjskoga sloja koji se naziva litosfera, a obuhvaća koru i kruti gornji dio plašta, i astenosfere. Iako u krutom stanju, astenosfera ima relativno nisku viskoznost i posmičnu snagu, pa se u dužim, geološkim razdobljima može ponašati kao tekućina. Pod astenosferom se nalazi krući donji plašt čije je fazno stanje posljedica ne manjih temperatura, nego visokog tlaka.
Litosfera je razlomljena u tzv. litosferne ploče (tektonske ploče). Postoji sedam glavnih i još znatno manjih ploča. Litosferne ploče plove (plutaju) na astenosferi. Postoje tri vrste granica među njima: konvergentne i divergentne granice te transformni rasjedi (konzervativne granice). Potresi, vulkanska aktivnost, izdizanje planinskih lanaca i oblikovanje oceanskih jaruga pojavljuje se duž granica ploča. Bočno se pomicanje ploča obično odvija brzinama od 0,66 do 8,50 centimetara godišnje.

## Razvoj ideje
Teorija tektonike i ploča vuče korijene iz hipoteze pomicanja kontinenata. Koncepciju širenja morskog dna prvi je put predložio u ranim šezdesetima Robert S. Dietz, iako se obično pripisuje Harryju Hessu.
Prvi čvrsti dokazi o točnosti teorije bile su magnetske anomalije, koje su definirane kao simetrične, usporedne pruge slične magnetizacije na morskome dnu, sa svake strane srednjooceanskog hrpta. Razvijanje tehnika seizmičke slikovne dijagnostike u i uokolo Wadati-Benioffove zone, u kombinaciji s brojnim drugim geološkim istraživanjima, učvrstilo je postavke teorije tektonike ploča.
Proučavanje dubokoga oceanskog dna (razvojem dubokomorske geologije) bilo je odsudno za razvitak teorije. Teorija je revolucionizirala geoznanosti zbog svoje moći ujedinjavanja i objašnjavanja različitih geoloških pojava.

## Osnovna načela
Podjela vanjskih dijelova Zemljine unutrašnjosti u litosferu i astenosferu zasnovana je na njihovim mehaničkim razlikama i načinu prenošenja topline. Litosfera je hladnija i kruća, dok je astenosfera toplija i mehanički slabija. Također, litosfera gubi toplinu kondukcijom, a astenosfera prenosi toplinu konvekcijom i ima gotovo adijabatski temeperaturni gradijent. Ta se podjela ne bi smjela miješati s kemijskom podjelom Zemlje na jezgru, plašt i koru. Litosfera se sastoji i od kore i od dijela plašta. Određeni dio plašta može pripadati litosferi, ali i astenosferi u različitom vremenu, ovisno o temperaturi, tlaku i posmičnoj snazi. Osnovni je princip tektonike ploča taj da litosfera postoji u obliku odvojenih i zasebnih ploča koje plutaju na visokoelastičnoj krutoj astenosferi. Pomicanje ploča se odvija u rasponu od nekoliko milimetara godišnje (brzina rasta nokata), pa do oko 5 centimetara godišnje (brzina rasta kose).
Ploče su oko 100 km debele i sastoje se od litosferskog plašta prekrivenog s jednim od dva tipa kore: oceanskom korom (zastarjeli naziv je sima) ili kontinentalnom korom (zastarjeli naziv je sial). Ta se dva tipa kore razlikuju u debljini - kontinentalna je kora znatno deblja od oceanske (50 km naspram 5 km).
Ploče se susreću duž granica ploča, koje su obično povezane s geološkim događajima poput potresa i stvaranja topoloških oblika kao što su planine, vulkani i oceanski jarci. Većina aktivnih vulkana javlja se na granicama ploča, s Pacifičkim vatrenim prstenom kao najaktivnijim i najpoznatijim.
Tektonske ploče mogu uključivati kontinentalnu ili oceansku koru, ali tipično jedna ploča sadrži obje. Npr. Afrička ploča uključuje i kontinent i dijelove Atlantskog i Indijskog oceana. Razlika između kontinentalne i oceanske kore zasnovana je na gustoći minerala koji ih izgrađuju - oceanska je kora gušća od kontinentalne zbog različitih udjela raznih elemenata, napose silicija. Oceanska kora (mafična) je gušća jer ima manje silicija i više teških elemenata od kontinentalne kore (felsične). Rezultat toga je da oceanska kora leži ispod razine mora (npr. većina Pacifičke ploče), dok je kontinentalna kora izbačena iznad razine mora (zbog principa izostazije).

## Vrste granica ploča
Postoje 3 tipa granica ploča, karakteriziranih načinom na koji se ploče pomiču relativno jedna prema drugoj, a povezane su s različitim površinskim fenomenima. To su:
1. Transformne granice, koje se javljaju na mjestu gdje ploče klize jedna pokraj druge duž transformnog rasjeda. Relativno pomicanje dviju ploča je ili sinistralno (na lijevo u susret promatraču) ili dekstralno (na desno u susret promatraču).
2. Divergentne granice se javljaju na mjestu gdje se dvije ploče odmiču jedna od druge (to su srednjooceanski hrpti i aktivne zone cijepanja kao što je Istočnoafrička brazda).
3. Konvergentne granice (ili aktivni rubovi) se javljaju na mjestu gdje se dvije ploče pomiču jedna prema drugoj obično tvoreći zonu subdukcije (ako jedna ploča tone pod drugu) ili kontinentalne kolizije (ako obje ploče sadrže kontinentalnu koru). Dubokomorski su jarci tipični za zone subdukcije. Zbog trenja i zagrijavanja subducirane ploče, gotovo su uvijek povezane s vulkanizmom. Najbolji su primjeri za ove procese Ande u Južnoj Americi i japanski otočni luk.

### Transformne (konzervativne) granice
Zbog trenja ploče ne mogu jednostavno kliziti jedna pokraj druge. Točnije, pritisak se nakuplja u obje ploče sve dok ne dosegne stupanj prekoračenja praga deformacije stijena, kada se akumulirana potencijalna energija oslobađa u vidu deformacije na obje strane rasjeda. Deformacija je akumulativna i trenutna, i ovisi o reologiji stijene - rastezljiva donja kora i plašt akumuliraju deformaciju postupno putem posmicanja, pri čemu krhka gornja kora reagira lomljenjem ili trenutnim otpuštanjem pritiska, koje izaziva kretanje duž rasjeda. Rastezljiva površina rasjeda može također otpustiti pritisak kada je stupanj deformacije prevelik. Energija otpuštena trenutnim pritiskom je uzrok potresa, učestalog fenomena duž transformnih granica.
Dobar primjer ovog tipa granice ploča jest rasjed San Andreas, koji se nalazi na zapadnoj obali Sjeverne Amerike i dio je izuzetno složenog sustava rasjeda tom području. Na ovoj se lokaciji Pacifička i Sjevernoamerička ploča pomiču jedna prema drugoj na način da se Pacifička ploča pomiče prema sjeverozapadu u odnosu na Sjevernoameričku. Drugi primjeri transformnih rasjeda uključuju Alpski rasjed na Novom Zelandu i Sjevernoanatolijski rasjed u Turskoj. Transformni rasjedi se nalaze i kao izdanci na krijestama srednjooceanskog hrpta.

### Divergentne (konstruktivne) granice
Na divergentnim se granicama dvije ploče razmiču i na taj način stvaraju prostor koji se puni novim materijalom kore, koji potječe od magme nakupljene ispod. Porijeklo je nove divergentne granice na trostrukom čvoru, za kojeg se misli da je povezan s fenomenom poznatim kao vruće točke. To su mjesta na kojima neizmjerno velike konvekcijske ćelije donose jako velike količine vrućeg astenosferskog materijala blizu površine, pa se stoga smatra da je kinetička energija na tim mjestima dovoljna za razlamanje litosfere. Vruća točka koja je potaknula stvaranje sustava Srednjoatlantskog hrpta trenutno se nalazi ispod Islanda koji se proširuje brzinom od nekoliko centimetara po stoljeću.
Divergentne granice su predstavljene u oceanskoj litosferi sustavom oceanskih hrptova, kao što su Srednjoatlantski hrbat i Istočnopacifičko uzvišenje, a u kontinentalnoj litosferi dolinama brazdanja kao što je poznata Istočnoafrička brazda. Divergentne granice mogu stvoriti masivne zone rasjedanja u sustavu srednjooceanskog hrpta. Općenito, širenje nije uniformno pa se masivni transformni rasjedi pojavljuju tamo gdje se razlikuju brzine širenja susjednih blokova stijena. To su pukotinske zone i glavni su izvor podmorskih potresa. Karte morskog dna pokazuju vrlo čudan obrazac blokovitih struktura koje su odijeljene linearnim elementima okomitim na os hrpta. Ovaj proces postaje jasniji ako promatramo morsko dno između pukotinskih zona kao pokretnu traku koja odnosi hrbat od središta širenja na svakoj strani jaruge. Krijesta starijih hrptova, paralelna trenutnom centru širenja, bit će starija i dublja (zbog termalne kontrakcije i tonjenja).
Upravo je na srednjooceanskim hrptovima nađen jedan od ključnih principa koji je uzrokovao prihvaćanje hipoteze širenja morskog dna. Zračna geomagnetska istraživanja pokazala su neobičan uzorak simetričnih pruga promjena magnetskog polariteta na suprotnim stranama osi hrpta. Uzorak je bio previše pravilan da bi ga se moglo smatrati slučajnim jer su se širine nasuprotnih traka previše dobro poklapale. Znanstvenici su proučavali polarne obrate i napravili poveznicu. Magnetske su se trake direktno poklapale sa Zemljinim polarnim obratima, što je potvrđeno mjerenjem starosti stijena u svakoj traci. Te nam trake pružaju kartu u vremenu i prostoru pomoću kojih se mogu odrediti i brzina širenja i polarni obrati.

### Konvergentne (destruktivne) granice
Priroda konvergentnih granica ovisi o tipu litosfere ploča koje se sudaraju. Na mjestu gdje se gusta oceanska ploča sudara s manje gustom kontinentalnom pločom, oceanska se ploča u pravilu podvlači zbog većeg uzgona kontinentalne litosfere, oblikujući zonu subdukcije. Na površini, topografski je izražaj obično oceanski jarak na oceanskoj strani i planinski lanac na kontinentalnoj strani. Primjer zone subdukcije ocean-kontinent je područje duž zapadne obale Južne Amerike gdje se oceanska Nazca ploča subducira pod kontinentalnu Južnoameričku ploču.
Dok je proces neposredno povezan sa stvaranjem taline iznad tonuće ploče, zbog čega dolazi do površinskog vulkanizma, još uvijek predmet rasprava u geološkoj zajednici, općeprihvaćeni konsenzus istraživanja koja su u toku ukazuje na to da glavni doprinos daju volatili. Kako ploča koja se subducira tone, njena temperatura raste zbog čega otpušta volatile (od kojih je najvažnija voda) zarobljene u poroznoj oceanskoj kori. Voda se izdiže u plašt naliježuće ploče, smanjuje temperaturu tališta okolnih stijena te proizvodi talinu (magmu) s velikim količinama otopljenog plina. Ova se talina uzdiže do površine i izvor je nekih od najeksplozivnijih vulkana na Zemlji zbog velikog obujma ekstremno stlačenih plinova (npr. Etna, Vezuv). Na ovaj se način oblikuju dugi vulkanski lanci u unutrašnjosti kontinentalnog šelfa i paralelno njemu. Kontinentalna kralješnica Južne Amerike obiluje ovim tipom vulkanskog izdizanja planina zbog subdukcije Nazca ploče. U Sjevernoj je Americi planinski lanac Cascade, koji se proteže južno od Sierra Nevade u Kaliforniji, također ovog tipa. Takvi vulkani karakterizirani su promjenjivim periodima mirovanja i epizodnim erupcijama koje započinju ispuštanjima eksplozivnih plinova s finim česticama staklastog vulkanskog pepela i spužvastog materijala. Cijelim rubom Pacifičkog oceana protežu se vulkani pa je poznat pod nazivom Pacifički vatreni prsten.
Na mjestima gdje se dvije kontinentalne ploče sudaraju, ploče se ili ispupčuju i zbijaju, ili se jedna ploča potkopava ispod ili (u nekim slučajevima) prelazi preko druge. Svako će od tih djelovanja stvoriti prostrane planinske lance. Najdramatičniji se rezultat tih procesa može vidjeti na mjestu gdje se sjeverni rub Indijske ploče podvlači pod dio Euroazijske ploče izdižući ga te stvarajući Himalaju i Tibetski plato straga. To je također uzrok deformacije Azijskog kontinenta prema zapadu i prema istoku na svakoj strani kolizije.
Kada se dvije oceanske ploče primiču jedna prema drugoj, obično stvaraju otočni luk kako se jedna ploča subducira pod drugu. Luk je formiran vulkanima koji erumpiraju kroz naliježeću ploču kako se ispod nje tali tonuća ploča. Lučni se oblik pojavljuje zbog sferične površine Zemlje (kada nožem zarežemo koru naranče, može se uočiti luk koji je napravljen ravnim rubom noža). Duboka podmorska jaruga smještena je ispred takvog luka na mjestu gdje gušća ploča tone. Odličan bi primjer za ovaj tip konvergencije ploča bili Japan i Aleuti na Aljaski.
|  |  |  |

Ploče mogu kolidirati pod kosim kutom radije nego frontalno (npr. jedna se ploča miče prema sjeveru, druga prema jugoistoku), što može uzrokovati pružno rasjedanje duž zone kolizije, kao dodatak subdukciji.
Nisu sve granice ploča lako definirane - neke su široki pojasevi čiji su pokreti nejasni znanstvenicima. Primjer za to jest mediteransko-alpska granica, koja uključuje dvije velike ploče i nekoliko mikroploča. Granice ploča ne moraju se nužno poklapati s onim od kontinenata. Npr. Sjevernoamerička ploča ne pokriva samo Sjevernu Ameriku, nego i dalekoistočni Sibir i sjeverni Japan.

## Sile koje uzrokuju pokretanje ploča
Ploče se mogu kretati zbog odnosa gustoće oceanske litosfere i slabosti astenosfere. Gubitak topline iz plašta pravi je izvor energije koja pokreće tektoniku ploča, iako se više ne smatra da ploče pasivno plove po astenosferski konvekcijskim strujama. Umjesto toga, smatra se kako visoka gustoća oceanske litosfere, koja tone u subdukcijskim zonama, pokreće ploče. U početku, kada se formira na srednjooceanskim hrptovima, oceanska litosfera manje je gustoće od astenosfere u podlozi, ali s vremenom postaje sve gušća, kako se konduktivno hladi i zadebljava. Veća gustoća starije litosfere u odnosu na astenosferu dopušta tonjenje u duboki plašt u subdukcijskim zonama, pružajući najveći dio pokretačke sile za tektoniku ploča. Slabost astenosfere dopušta pločama da se s lakoćom kreću prema zonama subdukcije.
Dvodimenzionalna i trodimenzionalna slikovna dijagnostika Zemljine unutrašnjosti (seizmička tomografija) ukazuje na postojanje poprečne heterogene raspodjele gustoće kroz plašt. Takve varijacije u gustoći mogu biti uzrokovane različitim kemizmom stijena, različitim kristalnim strukturama ili termalnom ekspanzijom i kontrakcijom zbog toplinske energije. Manifestacija ove poprečne heterogenosti gustoća je konvekcija plašta zbog sila uzgona. Kako je točno konvekcija plašta posredno i neposredno povezana s pomicanjem ploča, pitanje je tekućih istraživanja i rasprava u geodinamici. Ova energija mora se nekako prenositi u litosferu da bi se ploče pomicale. U osnovi postoje dva tipa sila koje bi mogle utjecati na kretanje ploča: trenje i gravitacija.

### Trenje
Temeljni otporKonvekcijske struje velikih razmjera u gornjem plaštu prenose se kroz astenosferu - pomicanje je pokrenuto trenjem između astenosfere i litosfere.
Usisavanje pločeLokalne konvekcijske struje vrše guranje ploča prema dolje na subdukcijskim zonama u oceanskim jarugama, pri čemu dolazi do trenja. Ipak, netko bi mogao ustvrditi da je usisavanje ploča zapravo uglavnom jedinstveni geodinamički okvir unutar kojeg temeljna vuča nastavlja djelovati na ploču kako tone u plašt (iako možda u većoj mjeri djelujući i na gornju i na donju stranu ploče).

### Gravitacija
Gravitacijsko klizanjePomicanje ploča pokretano je većim uzvišenjem ploča na srednjooceanskim hrptovima. Kako se oceanska litosfera formira iz vrućeg materijala plašta na hrptovima, koji se šire, postepeno se hladi i s vremenom (time i s udaljenosti od hrpta) zadebljava. Hladna oceanska litosfera značajno je gušća od vrućeg materijala plašta od kojeg potječe, pa s povećanjem debljine postupno tone u plašt da bi nadomjestila veće opterećenje. Rezultat je neznatno poprečno nagnuće s udaljenosti od osi hrpta.
Vrlo se često u geofizičkoj zajednici i još češće u geološkoj literaturi za niže školstvo ovaj proces referira kao potiskivanje od hrpta. Ovo je u stvari pogrešan naziv s obzirom na to da se ništa ne potiskuje i te da su tenzijske osobine dominantne duž hrptova. Mnogo bi preciznije bilo imenovati ovaj mehanizam kao gravitacijsko tonjenje, s obzirom na to da ukupna varijabilnost topografije duž ploče može značajno varirati, a topografija širećih hrptova samo je najistaknutija osobina. Na primjer:
1. Savitljivo udubljivanje litosfere prije nego što potone ispod susjedne ploče, na primjer, proizvodi jasnu topografsku značajku, koja može poremetiti ili barem izvršiti utjecaj na topografiju oceanskih hrptova.
2. Plaštne perjanice (engl. mantle plumes) vrše udare na donjoj strani tektonskih ploča pa mogu drastično promijeniti topografiju oceanskog dna.
Povlačenje pločePomicanje ploča tjerano je težinom hladnih, gustih ploča koje tonu u plašt na jarugama. Izdizanje materijala na srednjooceanskim hrptovima gotovo je sigurno dio ove konvekcije. Neki su raniji modeli tektonike ploča predviđali da ploče plove na vrhu konvekcijskih polja kao tekuće vrpce. Međutim, većina današnjih znanstvenika smatra da astenosfera nije dovoljno jaka da direktno uzrokuje pomicanje trenjem takvih osnovnih sila. Povlačenje ploče je široko prihvaćeno kao dominantna sila koja djeluje na ploče. Današnji modeli upućuju na to da usisavanje na jaruzi također igra važnu ulogu. No, treba uzeti u obzir da Sjevernoamerička ploča, na primjer, nigdje nije subducirana, a ipak se kreće, kao i Afrička, Euroazijska te Antarktička ploča. Sveobuhvatna pokretačka sila za pomicanje ploča i njen izvor energije ostaju predmetom daljnjih istraživanja.

### Vanjske sile
U istraživanju publiciranom u siječanj-veljača 2006. broju časopisa Američkog geološkog društva, skupina talijanskih i američkih znanstvenika prosudila je da se ploče pomiču prema zapadu zbog Zemljine rotacije i rezultirajućeg trenja zbog Mjesečeve gravitacije. Kako Zemlja rotira istočno u odnosu Mjesecu, njegova gravitacija lagano gura Zemljin površinski sloj natrag prema zapadu. Također je pretpostavljeno  (premda kontroverzno) da ova promatranja mogu objasniti zašto Venera i Mars nemaju tektoniku ploča, kako Venera nema mjesec, a Marsovi mjeseci su premali da bi mogli imati gravitacijski utjecaj na Mars.
Međutim, ovo nije novi argument - izvorno ga je pretpostavio Alfred Wegener, no suprotstavio mu se fizičar Harold Jeffreys, koji je izračunao da bi potrebna magnituda trenja uzrokovanog Mjesečevom gravitacijom vrlo brzo zaustavila rotaciju Zemlje. Mnoge ploče se pomiču prema sjeveru i prema istoku, a dominantno pomicanje prema zapadu Pacifičkog bazena proizlazi iz odstupanja pacifičkog centra širenja prema istoku (što nije predviđena manifestacija lunarnih sila). No, pretpostavljeno je da, relativno prema donjem plaštu, kod svih ploča postoje neznatna komponentna pomicanja prema zapadu.

### Relativni značaj svakoga mehanizma
Stvarni vektor pomicanja ploča nužno mora biti funkcija svih sila koje djeluju na ploču. Doduše, tako ostaje upitan stupanj doprinosa pojedinog procesa koji djeluje na pojedinu tektonsku ploču.
Raznolikost geodinamičkih okvira i svojstava pojedine ploče mora jasno rezultirati u razlikama stupnja za koji takvi procesi zapravo pokreću ploče. Jedna metoda rješavanja ovog problema je uzimanje u obzir brzine pomicanja pojedine ploče i dostupnih argumenata za svaku pokretačku silu ploče, koliko god je to moguće.
Jedna od najznačajnijih nađenih korelacija jest da se ploče prikačene na subduciranu ploču pomiču mnogo brže od onih koje to nisu. Na primjer, Pacifička ploča je većinom okružena subdukcijskim zonama (tzv. Vatreni prsten) i pomiče se mnogo brže nego ploče Atlantskog bazena, koje su prikačene (možda bi se moglo reći zavarene) na susjedne kontinente umjesto na subduciranu ploču. Stoga se smatra da su sile povezane s pločom, koja se kreće prema dolje (guranje ploče i usisavanje ploče), pokretačke sile koje određuju pomicanje ploče.
Unatoč tome, pokretačke sile pomicanja ploča su još uvijek veoma aktivna tema tekućih rasprava i istraživanja u geofizičkoj zajednici.

## Značajne ploče
Najvažnije ploče su:
- Afrička ploča, pokriva Afriku - kontinentalna ploča
- Antarktička ploča, pokriva Antarktiku - kontinentalna ploča
- Indo-australska ploča, pokriva Australiju te Indiju - kontinentalna ploča
- Euroazijska ploča pokriva Aziju i Europu - kontinentalna ploča
- Sjevernoamerička ploča pokriva Sjevernu Ameriku i sjevero-istočni Sibir - kontinentalna ploča
- Južnoamerička ploča pokriva Južnu Ameriku - kontinentalna ploča
- Tihooceanska ploča, pokriva Tihi ocean – oceanska ploča.

Značajne manje ploče uključuju Arapsku ploču, Karipsku ploču, ploču Juan de Fuca, ploču Nazca, Filipinsku ploču i Skošansku ploču.
Pomicanje ploča uzrokovalo je nastajanje i raspadanje kontinenata kroz vrijeme, uključujući povremene nastanke superkontinenta koji sadržava većinu ili sve kontinente.
Smatra se da je prvi superkontinent Rodinia nastao prije negdje oko milijardu godina i da je sjedinjavao većinu Zemljinih kontinenata, a raspao se na pet kontinenata prije negdje oko 600 milijuna godina. 
Pomicanje ploča uzrokovalo je oblikovanje i dezintegraciju kontinenata kroz geološko vrijeme, uključujući povremeno formiranje superkontinenata, koji su uključivali većinu ili sve kontinente. Najpoznatiji superkontinent bila je Pangea koja se raspala na Lauraziju (od koje su nastale Sjeverna Amerika i Eurazija) te Gondvanu  (od koje su nastali ostali kontinenti).

## Povijesni razvoj teorije

### Pomicanje kontinenata
Pomicanje kontinenata bila je jedna od mnogih ideja o tektonici predloženih u kasnome 19. i ranome 20. stoljeću. Teza je bila zamijenjena tektonikom ploča, no neki koncepti i dokazi su inkorporirani u tektoniku ploča.
Do 1915., Alfred Wegener je našao ozbiljne argumente za ideju prvog izdanja Porijekla kontinenata i oceana. U toj knjizi, primijetio je kako istočna obala Južne Amerike i zapadna obala Afrike izgledaju kao da su nekada bile pričvršćene jedna za drugu. Wegener nije bio prvi koji je ovo zamijetio (preduhitrili su ga Abraham Ortelius, Francis Bacon, Benjamin Franklin, Snider-Pellegrini i Frank Bursley Taylor), no bio je prvi koji je doveo u red značajne fosilne, paleo-topografske i klimatološke dokaze, da bi potvrdio ovo jednostavno opažanje (u ovome je imao potporu istraživača poput Alexa du Toita).  No, mnogi geolozi ovu ideju nisu shvaćali ozbiljno, jer su isticali da nema jasnog mehanizma za pomicanje kontinenata.
Wegenerovo opravdanje nije došlo sve do njegove smrti 1930. 1947., grupa znanstvenika vođenih Mauriceom Ewingom koristeći istraživačko plovilo Atlantis i niz instrumenata, potvrdila je postojanje uzdignuća u središnjem Atlantskom oceanu i otkrila da se oceansko dno ispod slojeva sedimenta sastoji od bazalta, a ne od granita koji je učestao na kontinentima. Također su otkrili da je oceanska kora mnogo tanja od kontinentalne. Svi ovi pronalasci potakli su važna i intrigantna pitanja.
Početkom 1950-ih, znanstvenici, uključujući Harryja Hessa, koristeći magnetometar prilagođen za zračne uređaje, razvijen tijekom Drugog svjetskog rata za detektiranje podmornica, počeli su prepoznavati čudne magnetske promjene duž oceanskog dna. Ovaj neočekivani pronalazak nije u potpunosti bio iznenađujući jer je bilo poznato da bazalt, efuzivna stijena bogata željezom koja izgrađuje oceansko dno, sadrži visoko magnetičan mineral magnetit koji može lokalno poremetiti očitanja kompasa. Ovaj poremećaj prepoznali su Islandski mornari u osamnaestom stoljeću. Što je važnije, ove svježe otkrivene magnetske promjene osigurale su nova sredstva za proučavanje oceanskog dna, jer prisutnost magnetita daje bazaltu magnetska svojstva koja se mogu mjeriti. Kada se novoformirana stijena skrutne, magnetski materijal u sebi sačuva tadašnji magnetski polaritet.
Kako je sve više morskog dna bilo kartirano tijekom 1950-ih, magnetske promjene pokazale su se, ne kao nasumične ili izolirane pojave, nego su otkrivale prepoznatljive uzorke. Kada su se takvi uzorci kartirali na širem području, oceansko dno pokazalo se kao zebrasti uzorak. Naizmjenične pruge magnetsko različitih stijena ležale su u redovima na svakoj strani srednjooceanskog hrpta: jedna pruga s normalnim polaritetom, a susjedna s reverznim polaritetom. Najzanimljivija je bila činjenica da su se te pruge pružale simetrično sa svake strane krijeste hrpta.
Kada su slojevi stijena na rubnim dijelovima razdvojenih kontinenata jako slični, to ukazuje na činjenicu da su ove stijene nastale na isti način, iz čega se može zaključiti da su u početku bili spojeni. Na primjer, neki dijelovi Škotske i Irske sadrže stijene slične onima u Newfoundlandu i New Brunswicku. Nadalje, Kaledonidi u Europi te dijelovi Apalača u Sjevernoj Americi imaju jako sličnu strukturu i litologiju.

### Plutajući kontinenti
Prevladavajući koncept bio je da ispod kontinenata postoje statične ljuske slojeva. Uočeno je da je morsko dno, iako granit postoji na kontinentima,  izgrađeno od gušćeg bazalta. Bilo je očito da sloj bazalta leži ispod kontinentalnih stijena.
Međutim, Pierre Bouguer je, promatrajući abnormalnosti u deflekciji okomite linije blizu Anda u Peruu, zaključio da manje guste planine moraju imati projekciju usmjerenu u gušći plašt ispod njih. Koncept da planine imaju “korijenje”  potvrdio je George B. Airy sto godina kasnije tijekom proučavanja gravitacije Himalaja, koji je seizmičkim istraživanjima detektirao odgovarajuće promjene u gustoći.
Do sredine 1950-ih ostalo je neriješeno jesu li korijeni stijena zakovani u okružujući bazalt ili su plovili kao sante leda.

### Teorija tektonike ploča
Značajan napredak učinjen je 1960-ih, koje su obilježene brojnim otkrićima, pogotovo vezanim za Srednjoatlantski hrbat. Najznačajnija je bila publikacija papira američkog geologa Harryja Hessa 1962. (Robert S. Dietz publicirao je istu ideju godinu ranije u časopisu Nature, no prioritet pripada Hessu, jer je distribuirao nepublicirani rukopis svoga članka već 1960.). Hess je sugerirao da se oceanski bazeni i pripadajući im kontinenti pomiču zajedno kao ista krustalna jedinica, ili ploča, umjesto kontinenata koji se pomiču kroz oceansku koru, kako je bilo predloženo u hipotezi pomicanja kontinenata. Iste godine, Robert R. Coats is USGS-a opisao je glavne osobine subdukcije otočnog luka na Aleutskim otocima. Njegov papir, iako slabo primijećen te ismijan u to vrijeme, kasnije je nazvan plodonosnim i dalekovidnim.
W. Jason Morgan je 1967. predložio da se površina Zemlje sastoji od 12 krutih ploča koje se pomiču relativno jedne prema drugima. Dva mjeseca kasnije, 1968., Xavier Le Pichon, publicirao je kompletni model baziran na šest ploča sa svojim relativnim pomicanjem.

#### Objašnjenje magnetske ispruganosti
Otkriće magnetske ispruganosti i činjenica da su pruge simetrične oko krijeste srednjooceanskog hrpta ukazuje na povezanost tih dviju pojava. 1961. znanstvenici su počeli teoretizirati da srednjooceanski hrptovi obilježavaju strukturno slabe zone gdje je oceansko dno rascijepljeno na dva dijela duž krijeste hrpta. Nova magma iz dubine Zemlje vrlo lako se uzdiže duž ovih slabih zona te na kraju erumpira formirajući novu oceansku koru. Ovaj proces, kasnije nazvan širenje morskog dna,  djeluje milijunima godina neprestano formirajući novo oceansko dno duž 50.000 km dugog sustava srednjooceanskog hrpta. Ova hipoteza bila je potvrđena nekolicinom dokaza:
1. na ili u blizini krijese hrpta, stijene su vrlo mlade, a postaju progresivno starije udaljavajući se od krijeste hrpta;
2. najmlađe stijene na krijesti hrpta uvijek imaju sadašnji (normalni) magnetski polaritet;
3. pruge stijena paralelne krijesti hrpta izmjenjuju se u magnetskom polaritetu (normalni-reverzni-normalni, …), ukazujući na činjenicu da se Zemljino magnetsko polje mijenjalo mnogo puta.

Objašnjavajući i zebrastu magnetsku ispruganost i građu sustava srednjooceanskog hrpta, hipoteza širenja morskoga dna predstavljala je još jedan značajan napredak u razvoju teorije tektonike ploča. Nadalje, oceanska kora se počela cijeniti kao prirodni snimatelj povijesti obrata Zemljinog magnetskog polja.

#### Otkriće subdukcije
Dublja posljedica širenja morskog dna bilo je to da se nova kora kontinuirano proizvodi duž oceanskih hrptova. Ideju su rado prihvatili neki znanstvenici, najupečatljivije S. Warren Carey, koji je tvrdio da se pomicanje kontinenata jednostavno može objasniti velikim povećanjem Zemljine veličine. Međutim, tzv. teorija šireće Zemlje bila je nezadovoljavajuća jer njezini zagovaratelji nisu mogli ponuditi nijedan uvjerljivi mehanizam koji bi takvo što uzrokovao. Sigurno nije bilo dokaza da se Mjesec širio u zadnje tri milijarde godina. Ipak, ostalo je pitanje: kako nova oceanska kora može biti kontinuirano nadodavana duž oceanskih hrptova bez povećanja veličine Zemlje.
To pitanje posebno je zaintrigiralo Harryja Hessa, geologa sa Sveučilišta Princeton i Roberta Dietza, znanstvenika s USCGS-a koji je prvi skovao naziv širenje morskog dna. Dietz i Hess su bili dio nekolicine koji su zaista razumjeli široke implikacije širenja morskog dna. Hess je prosudio da, ako se Zemljina kora širi duž oceanskih hrptova, negdje mora i tonuti.  Pretpostavio je da se nova oceanska kora kontinuirano odmiče od hrptova kao tekuća vrpca. Milijunima godina kasnije, oceanska kora na kraju potone u oceanske jaruge – vrlo duboke uske kanjone duž rubova Pacifičkog bazena. Po Hessu, Atlantski ocean se širi, dok se Pacifički ocean sužuje. Kako se hladna oceanska kora konzumira u jarugama, nova magma se izdiže i erumpira duž širećih hrptova da bi formirala novu koru. Kao rezultat, oceanski bazeni se neprestano recikliraju, nastankom nove kore i uništavanjem stare, što se događa istovremeno. Tako je Hess jasno objasnio zašto Zemlja ne postaje sve veća kako se morsko dno širi, zbog čega se jako malo sedimenta taloži na oceanskom dnu te zašto su oceanske stijene puno mlađe od kontinentalnih.

#### Kartiranje pomoću potresa
Tijekom dvadesetoga stoljeća poboljšanje I povećana uporaba seizmičkih instrumenata poput seizmografa omogućila je znanstvenicima da shvate da potresi teže da se koncentriraju na određenim područjima, većinom duž oceanskih jaruga i sredenjeoceanskih hrptova. Do kasnih 1920-ih, seizmolozi su počeli identificirati nekoliko istaknutih zona potresa paralelnih jarugama, koje su tipično bile nagnute 40°–60° na horizontalnu ravninu i pružale se nekoliko stotina kilometara u Zemlju.  Ove zone kasnije su postale poznate kao Wadati–Benioffova zona (ili, kraće: Benioffova zona) u čast seizmologa koji su prepoznali fenomen, Kiyoo Wadati u Japanu te Hugo Benioff u SAD-u. Proučavanje globalne seizmičnosti znatno je napredovalo 1960-ih uspostavom WWSSN-a (Svjetske standardizirane mreže seizmografa) za promatranje poštovanja sporazuma o prestanku nadzemnog testiranja nuklearnog oružja iz 1963. Znatno poboljšani podatci dobiveni WWSSN instrumentima omogućili su seizmolozima precizno kartiranje zona koncentracije potresa diljem svijeta.

### Smjena geoloških paradigmi
Prihvaćanje teorije pomicanja kontinenata i širenja morskog dna (dva ključna elementa tektonike ploča) može se usporediti s kopernikanskom revolucijom u astronomiji. U razdoblju od samo nekoliko godina dogodila se revolucija u geofizici i geologiji.  Jednako kao što je prekopernikanska astronomija bila većinom deskriptivna ali nesposobna da bi omogućila objašnjenje za kretanje nebeskih objekata, geološke teorije prije pojave tektonike ploča opisivale su ono što su mogle vidjeti, ali nisu mogle omogućiti nijedno osnovno pravilo. Problem je bio u pitanju Kako? Prije prihvaćanja tektonike ploča, geologija je na neki način bila uhvaćena u prekopernikansku kutiju.
Međutim, u usporedbi s astronomijom geološka revolucija bila je mnogo više iznenadna. Ono što je odbacivano desetljećima od bilo kojeg uglednog znanstvenog časopisa, žestoko je prihvaćeno unutar par godina 1960-ih i 1970-ih. Bilo koja geološka teorija prije ove bila je velikim dijelom deskriptivna. Sve stijene bile su opisane i data su objašnjenja zbog čega se nalaze tamo gdje jesu. Opisi još uvijek vrijede, ali razlozi danas zvuče kao prekopernikanska astronomija.
Da bi se vidjela razlika, mora se pročitati objašnjenje postojanja Alpa ili Himalaje prije tektonike ploča. U pokušaju odgovaranja na pitanja poput Kako stijene marinskog postanka postoje tisućama metara iznad razine mora u Dolomitskim Alpama? ili Kako su nastale konveksne i konkavne granice Alpa?, svaki istinski uvid bio je sakriven kompleksnošću koja se svodila na tehnički žargon, bez mnogo fundamentalnog uvida u osnovni mehanizam.
Pojavom teorije tektonike ploča odgovori su brzo sjeli na svoje mjesto i postali vrlo jasni. Kolizija konvergirajućih ploča imala je snagu za izdizanje morskog dna na velike visine. Razlog čudnog postavljanja oceanskih jaruga točno ispred otočnih lukova ili kontinenata te njihove povezanosti s vulkanima, postala je jasna kada se shvatio proces subdukcije na granici konvergirajućih ploča.
Tajne više nisu bile tajne. Šume složenih i ograničenih odgovora posječene su. Zašto postoje paralele u geologiji dijelova Afrike i Južne Amerike? Pojašnjenje tektonikom ploča vrlo je jednostavno. Velika brazda, slična Istočnoafričkoj brazdi, razdvojila je jedinstveni kontinent što je rezultiralo nastankom Atlantskog oceana, a iste sile i danas djeluju na Srednjoatlantskom hrptu.
Naslijedili smo nešto stare terminologije, ali temeljni koncept bio je radikalan i jednostavan kao što je bilo Zemlja se kreće u astronomiji.

## Biogeografske posljedice na faunu i floru
Pomicanje kontinenata pruža biogeografima alat za objašnjenje različitog biogeografskog rasporeda današnjih biljaka i životinja, koje imaju iste pretke, ali se nalaze na različitim kontinentima.

## Tektonika ploča na drugim planetima
- Mars

Promatranjem Marsovog magnetskog polja 1999. zaključeno je da postoji mogućnost da je mehanizam tektonike ploča nekada bio aktivan na Marsu.
- Venera

Nema nikakvih dokaza tektonike ploča na Veneri. Postoje sporni dokazi o tektonici u dalekoj prošlosti planeta, no događaji od tada (kao općeprihvaćena hipoteza da je Venerina litosfera velikim dijelom odebljala unutar nekoliko stotina milijuna godina) otežali su nalaženje geoloških dokaza. Međutim, brojni dobro očuvani krateri meteorita iskorišteni su za datiranje da bi se približno odredila starost Venerine površine (kako ne postoje uzorci Venerinih stijena koji bi mogli biti datirani pouzdanijim metodama). Dobivena starost je u rasponu ~500 – 750 milijuna godina, iako je izračunata starost i do ~1,2 milijardi godina. Ovo istraživanje dovelo je do prihvaćanja hipoteze da je Venera prošla kroz vulkansko ponovno formiranje površine barem jednom u svojoj dalekoj prošlosti, sa zadnjim događajem približno unutar granica procijenjene starosti površine. Dok mehanizam tako impresivnog termalnog događaja ostaje sporno pitanje u geologiji Venere, neki znanstvenici smatraju da je proces djelomično uključivao i tektoniku ploča.
- Jupiterovi sateliti

Neki Jupiterovi sateliti imaju odlike koje mogu biti povezane sa stilom deformiranja svojstvenim tektonici ploča, iako materijali i specifični mehanizmi mogu biti različiti od tektonike ploča na Zemlji.

## Vanjske poveznice
- Animacija koja prikazuje 750 milijuna godina svjetske tektonske aktivnosti
- Animacije na manjim područjima i tijekom kraćih vremenskih jedinica
- Jednostavne ilustracije za učenje tektonike ploča
- Objašnjenje tektonskih sila  Arhivirana inačica izvorne stranice od 12. rujna 2017. (Wayback Machine)
- Bird, P. (2003) Digitalni model granica ploča  Arhivirana inačica izvorne stranice od 13. prosinca 2007. (Wayback Machine), također dostupan kao veliki (13 mb) PDF dokument   Arhivirana inačica izvorne stranice od 6. kolovoza 2003. (Wayback Machine)
- Karta tektonskih ploča  Arhivirana inačica izvorne stranice od 12. siječnja 2017. (Wayback Machine)
- MantlePlumes.org, mrežna stranica na kojoj se odvija debata o postojanju dubokih plaštnih perjanica (eng. mantle plumes)